# Judo na Igrzyskach Panamerykańskich 1987
Zawody Judo na Igrzyskach Panamerykańskich 1987, odbywały się w dniach 8–12 sierpnia w Indianapolis. W tabeli medalowej tryumfowali zapaśnicy z Brazylii.

## Klasyfikacja medalowa
Gospodarz zawodów został zaznaczony kolorem.
| Miejsce | Państwo           |    |    |    | Razem |
| ------- | ----------------- | -- | -- | -- | ----- |
| 1       | Brazylia          | 5  | 3  | 4  | 12    |
| 2       | Stany Zjednoczone | 4  | 5  | 4  | 13    |
| 3       | Kuba              | 4  | 2  | 7  | 13    |
| 4       | Portoryko         | 2  | 0  | 1  | 3     |
| 5       | Kanada            | 1  | 2  | 6  | 9     |
| 6       | Wenezuela         | 0  | 2  | 5  | 7     |
| 7       | Meksyk            | 0  | 1  | 0  | 1     |
| .       | Dominikana        | 0  | 1  | 0  | 1     |
| 9       | Ekwador           | 0  | 0  | 2  | 2     |
| .       | Kolumbia          | 0  | 0  | 2  | 2     |
| 11      | Argentyna         | 0  | 0  | 1  | 1     |
| Razem   | Razem             | 16 | 16 | 32 | 64    |

## Medaliści

### Mężczyźni
| Konkurencja: | Złoto:           | Srebro:          | Brąz:                                |
| −60 kg       | Sérgio Pessoa    | Kevin Asano      | José Rodríguez Jorge di Noco         |
| −65 kg       | Ismael Borboña   | Nelson Onmura    | Eduardo Landazury Víctor Rivera      |
| −71 kg       | Mike Swain       | Luiz Onmura      | Ignacio Sayú Rómulo Álvarez          |
| −78 kg       | Jason Morris     | Carlos Huttich   | Kilmar Campos Andrés Franco          |
| −86 kg       | Rinaldo Caggiano | Charles Griffith | José González Rosabal William Medina |
| −95 kg       | Aurélio Miguel   | Joe Meli         | Belarmino Salgado Leo White          |
| ponad 95 kg  | Frank Moreno     | Frederico Flexa  | Douglas Nelson Fred Blaney           |
| Open         | Jorge Fiz        | Damon Keeve      | Fred Blaney Rogerio Cherobim         |

### Kobiety
| Konkurencja: | Złoto:           | Srebro:           | Brąz:                              |
| −48 kg       | Monica Angelucci | Maricela Bonelli  | Lyne Poirier Darlene Anaya         |
| −52 kg       | Lisa Boscarino   | Jo Anne Quiring   | Kathy Hubble Maritza Pérez         |
| −56 kg       | Cecilia Alacán   | Eve Aronoff       | Nathalie Gosselin Olga Lugo        |
| −61 kg       | Lynn Roethke     | Natasha Hernández | Soraya Carvalho Amanda Clayton     |
| −66 kg       | Sandra Greaves   | Andrea Hernández  | Marcia Quiñónez Christine Penick   |
| −72 kg       | Soraia André     | Alison Webb       | Anny Hernández María Cangá         |
| ponad 72 kg  | Nilmarí Santini  | Margaret Castro   | Estela Rodríguez Rosemeri Salvador |
| Open         | Margaret Castro  | Estela Rodríguez  | Francis Gómez Ivana Santana        |